# Karlskrona högre läroverk för flickor
Karlskrona högre läroverk för flickor i Karlskrona, var verksamt som läroverk mellan 1910 och 1934.

## Historia
1895 inrättades bolaget AB Karlskrona högre läroverk för flickor som drev ett flickläroverk som 1910 fick rätt utfärda betyg för normalskolekompetens. 1919/1920 övertog bolaget ett kvinnligt gymnasium som inrättats 1918. När de allmänna läroverken öppnades för flickor 1927 på börjades en avveckling av gymnasiet på läroverket där sista studentexamen gavs 1931. Studentexamen gavs från 1922 till 1931.